# Newgate (Iorque)

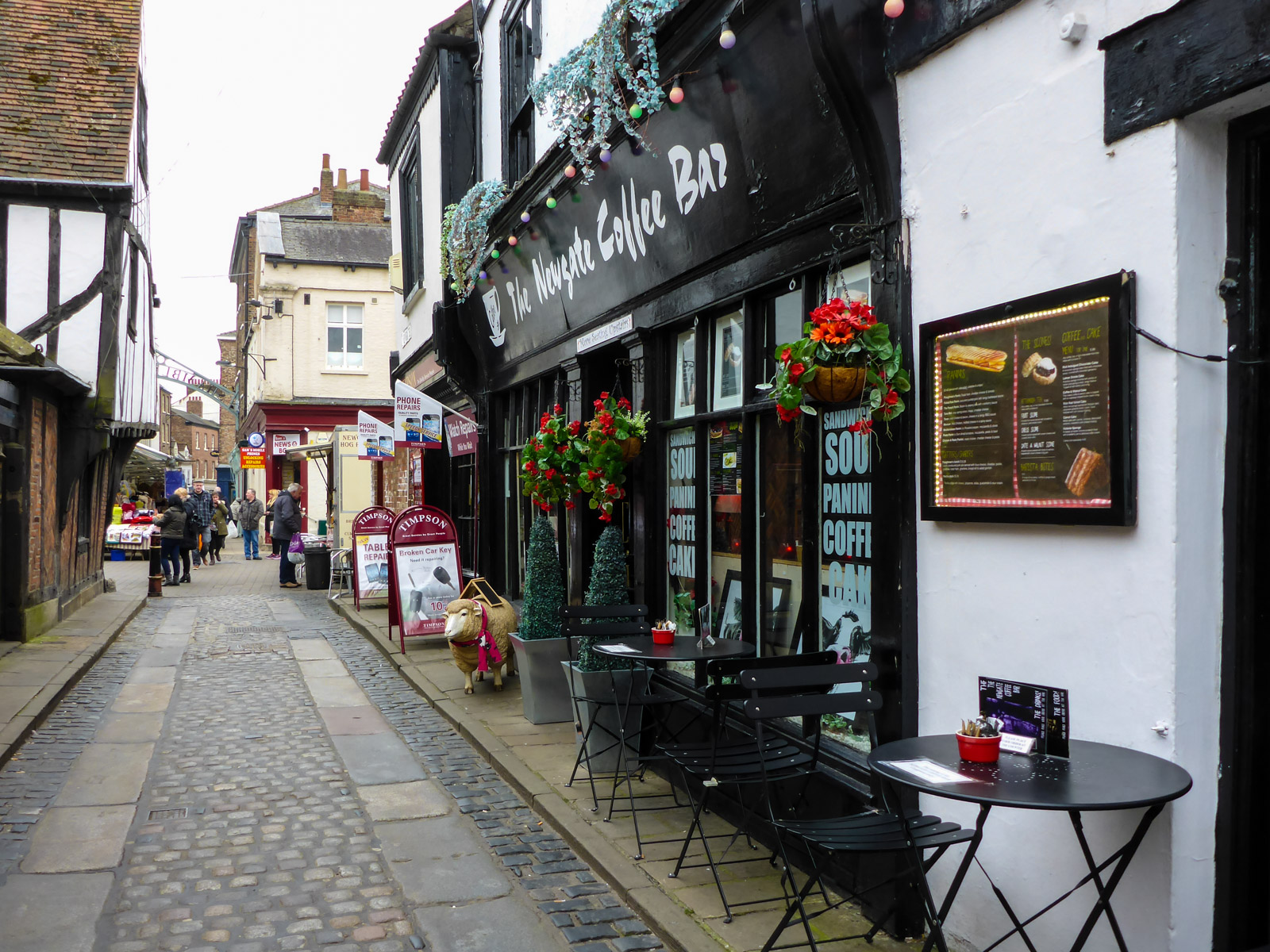
Rua Newgate, em Iorque.

Newgate é uma rua do centro da cidade de Iorque, na Inglaterra.

## História
A área foi ocupada no período Viking e as escavações em 1963 encontraram um poço transversal do século X. A rua em si não foi registrada até 1337, mas crê-se que o elemento "novo" de seu nome se refere a um alargamento ou pavimentação da rua naquele período, ao invés da criação de uma rua inteiramente nova.
Originalmente, o cemitério de St Sampson, Church Street era contíguo com Newgate ao norte, mas em 1337, uma fileira de casas foi construída no cemitério, ao longo daquele lado da rua, algumas das quais ainda sobrevivem. Na década de 1750, os primeiros metodistas da cidade frequentemente se reuniam no andar de cima no número 6 de Newgate, e John Wesley pregou lá duas vezes. Em 1813, a sala se tornou uma escola britânica para meninas, com aproximadamente 100 participantes, mas como o andar de baixo estava sendo utilizado como matadouro, a acomodação não era adequada.